# Cissus producta
Cissus producta är en vinväxtart som beskrevs av Adam Afzelius. Cissus producta ingår i släktet Cissus och familjen vinväxter. Inga underarter finns listade i Catalogue of Life.